# 45 let archiv
45 let archiv (nebo také Archiv) je patnácté studiové album české hudební skupiny Spirituál kvintet, vydané v roce 2006.

## Seznam skladeb
| Pořadí         | Název                                    | Délka |
| -------------- | ---------------------------------------- | ----- |
| 1.             | Saro Jane                                | 2:06  |
| 2.             | Old Arch's moverin'                      | 2:10  |
| 3.             | Aweigh Santy Anno                        | 2:32  |
| 4.             | Banua Jail                               | 1:41  |
| 5.             | Tom Dooley                               | 3:03  |
| 6.             | I Was Born in East Virginia              | 4:16  |
| 7.             | A Hot Time in the Old Time to Night      | 2:22  |
| 8.             | Telegramy                                | 2:44  |
| 9.             | Ramblin' Boy                             | 3:40  |
| 10.            | Zprávy v tisku                           | 1:54  |
| 11.            | Whay, o Whay?                            | 2:48  |
| 12.            | Výklad slov                              | 2:18  |
| 13.            | Svítá                                    | 2:10  |
| 14.            | Víra tvá                                 | 3:03  |
| 15.            | Nadějí, láskou a vírou (zadání básničky) | 5:13  |
| 16.            | Básnička na pět zadaných slov            | 1:51  |
| 17.            | Čas jako vítr uhání                      | 5:02  |
| 18.            | Šemeš                                    | 4:37  |
| 19.            | Kanonýrská – Ella mia mamma              | 3:05  |
| 20.            | Tak být jednou bouří                     | 3:29  |
| 21.            | Teče voda                                | 2:15  |
| Celková délka: | Celková délka:                           | 61:28 |